# 斯特吉斯 (肯塔基州)
斯特吉斯（英語：Sturgis）是一個位於美國肯塔基州尤寧縣的城市。

## 地方資料
根據2020年美國人口普查的數據，斯特吉斯的面積為4.07平方千米，當中陸地面積為4.07平方千米，而水域面積為0.00平方千米。當地共有人口1735人，而人口密度為每平方千米426.29人。